# Новоберёзовка (Алтайский край)
В селе Новоберезовка средняя школа, детский сад, ФАП, дом культуры.
Новоберёзовка — село в Первомайском районе Алтайского края России. Входит в Журавлихинский сельсовет.

## География
Село находится у реки Малая Повалиха, представляющей собой верхнее течение реки Повалиха.
Климат
Климат континентальный. Продолжительность периода с устойчивым снежным покровом составляет 160—170 дней, абсолютный минимум температуры воздуха достигает −50 °C. Средняя температура января −19,9 °C, июля +19 °C. Безморозный период длится 110—115 дней, абсолютный максимум температуры воздуха достигает +33-35 °C. Годовое количество атмосферных осадков — 360 мм.
Уличная сеть
В селе 4 улицы: Интернациональная, Молодёжная, Рабочая и Школьная.
Расстояние до
- районного центра Новоалтайск: 45 км.
- краевого центра Барнаул: 56 км.

Ближайшие населенные пункты
Журавлиха 5 км, Малая Повалиха 5 км, Таловка 11 км, Степной 11 км, Новоповалиха 14 км, Лебяжье 14 км, Первомайское 18 км, Сорочий Лог 21 км, Северный 22 км.

## Население
| 1997 | 1998 | 1999 | 2000 | 2001 | 2002 | 2003 | 2004 | 2005 | 2006 |
| ---- | ---- | ---- | ---- | ---- | ---- | ---- | ---- | ---- | ---- |
| 511  | ↗529 | ↘512 | ↘487 | ↘486 | ↘466 | ↘457 | ↗468 | ↘447 | ↗452 |
| 2007 | 2008 | 2009 | 2010 | 2011 | 2012 | 2013 |      |      |      |
| ↗462 | ↗469 | ↘467 | ↘427 | →427 | ↘415 | ↗421 |      |      |      |

## История
По данным краеведа, историка Ю. С. Булыгина, датой первого упоминания в официальных источниках села Ново-Березовка (село Березовка, Березовское отделение) назван 1959 год.
В Первомайском районе было 2 селения с именем Березовка, которые относились к разным сельсоветам: Березовскому и Журавлихинскому.
Новое имя — Новоберёзовка — Берёзовка, ранее входящая в состав Журавлихинского сельсовета, получила в 2005 году. Следы истории основания и развития села затруднены в связи с распространённостью данного наименования и тем, что район, а вместе с ним и село, много раз меняли свою административно-территориальную принадлежность.
До 2022 года село было административным центром Новоберёзовского сельсовета.

## Инфраструктура
В селе работает сельскохозяйственное предприятие «АгроЛад», построившее в селе инновационный зерноочистительный комплекс, есть частные компании разного профиля. Почтовое отделение находится в селе Берёзовка. Школа, госуслуги и коммунальные предприятия, обслуживающие село Новоберёзовка, находятся в селе Журавлиха.
Транспорт
Село соединяет с районным и областным центром федеральная автомагистраль Р-256 Чуйский тракт (Новосибирск—Бийск—Монголия) и сеть региональных автодорог/ Между областным и районным центрами налажено автобусное сообщение. Ближайшая крупная железнодорожная станция Алтайская находится в городе Новоалтайск.